# Omphalogramma pilosum
Omphalogramma pilosum är en viveväxtart som beskrevs av Fletcher. Omphalogramma pilosum ingår i släktet Omphalogramma och familjen viveväxter. Inga underarter finns listade i Catalogue of Life.